# Capaccio
Capaccio – miasto i gmina we Włoszech, w regionie Kampania, w prowincji Salerno. Częścią miasta jest park archeologiczny w Paestum.
Według danych na rok 2004 gminę zamieszkiwało 20 040 osób, 178,9 os./km².